# Marie Charousková

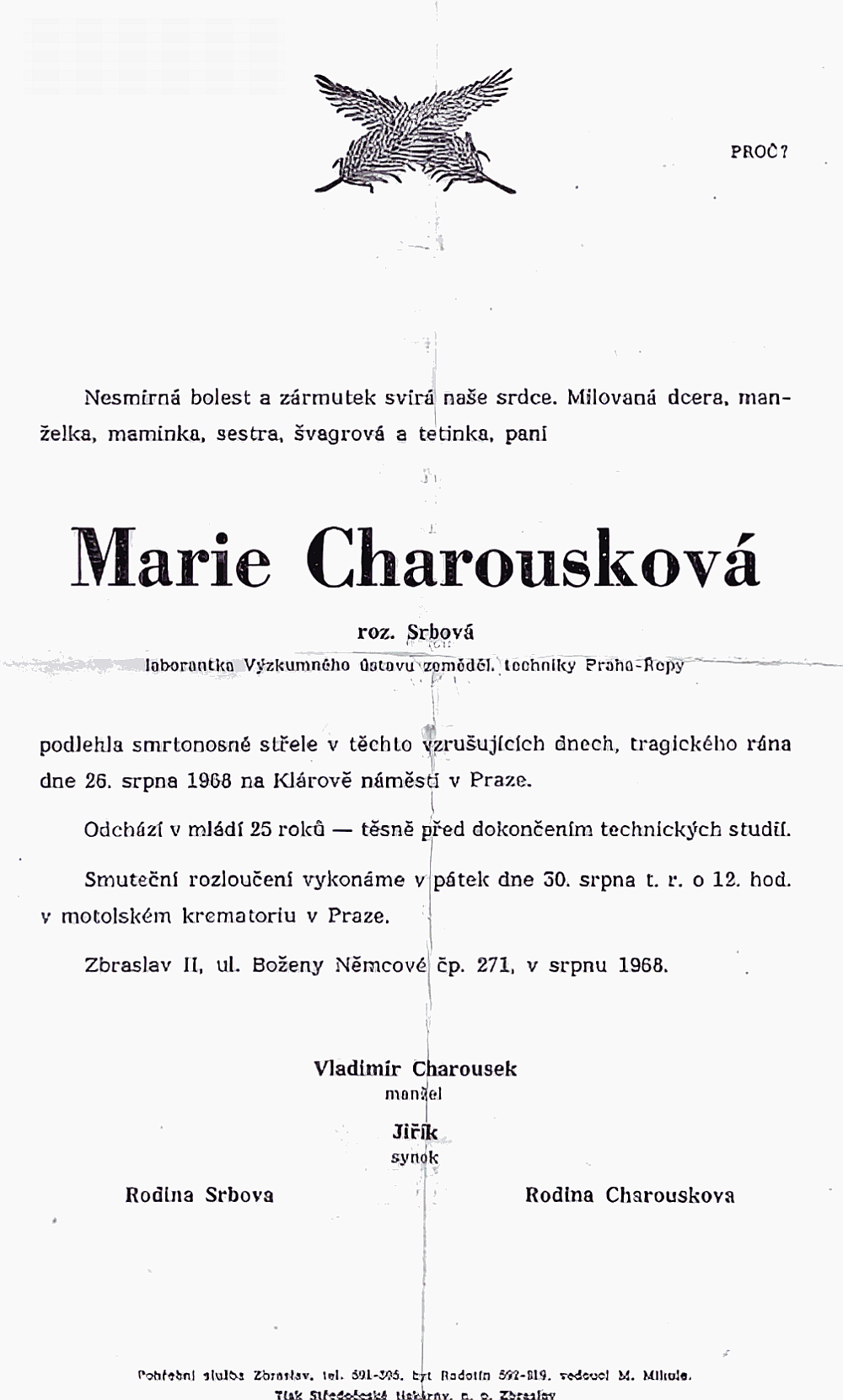
Smuteční oznámení o úmrtí Marie Charouskové

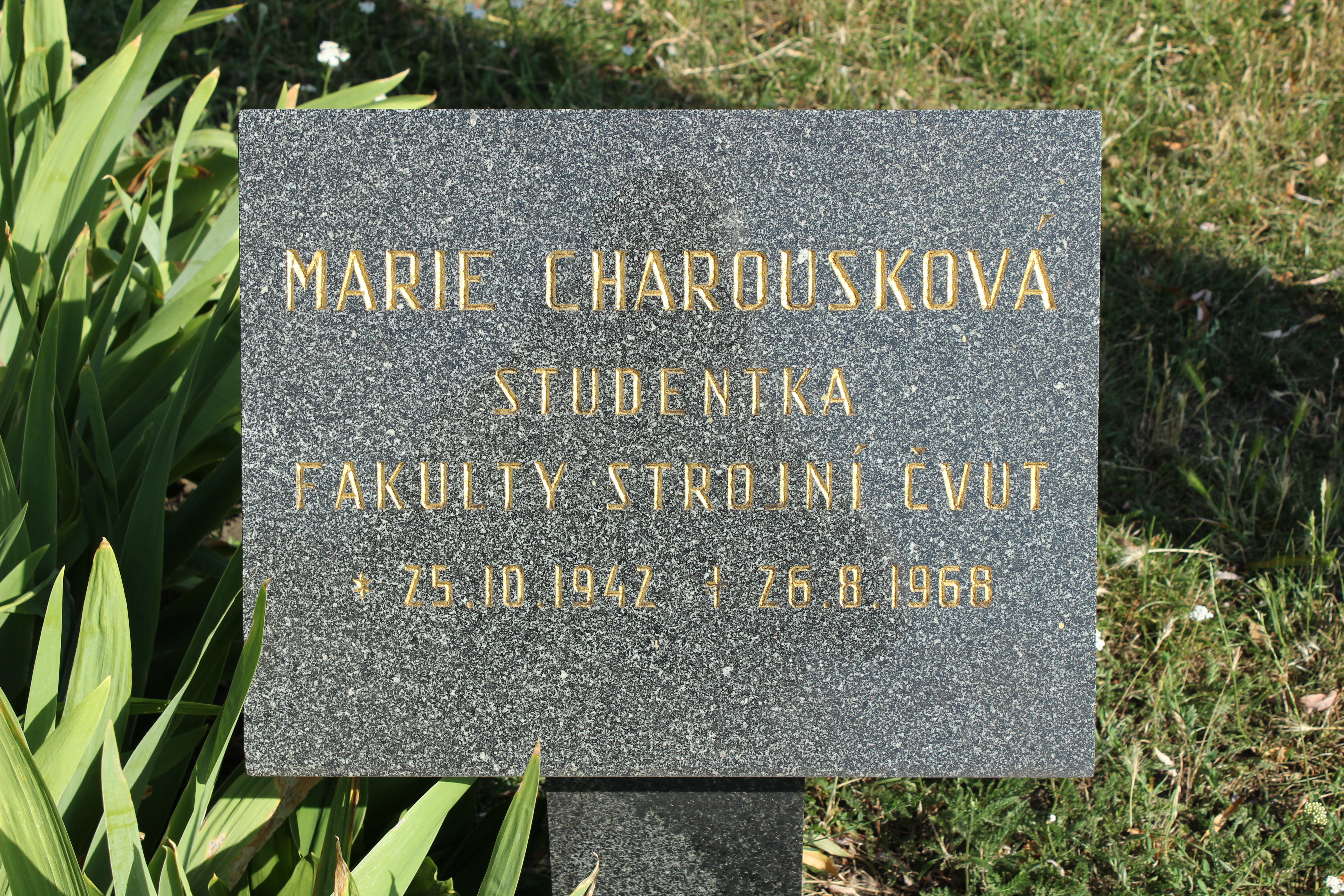
Pamětní deska na pražském Klárově

Marie Charousková (rozená Srbová; 25. října 1942 Otryby-Podveky, Okres Kutná Hora – 26. srpna 1968 Praha-Klárov) byla pětadvacetiletá matka dvouletého syna Jiřího, studentka strojní fakulty ČVUT a jedna z mnoha civilních českých obětí sovětské vojenské invaze do Československa v srpnu 1968. Z její strany nezaviněná a zcela zbytečná smrt na pražském Klárově patří k historicky nejčastěji uváděným příkladům zločinů sovětských invazních vojáků během srpnové okupace Československa v roce 1968.

## Život

### Rodina, manželství a studia
Marie Srbová se narodila 25. října 1942 v malé vesnici Otryby v okrese Kutná Hora. Po skončení středoškolských gymnaziálních studií zahájila vysokoškolské studium na Českém vysokém učení technickém v Praze (ČVUT). Sportovně založená vysokoškolačka se amatérsky věnovala pilotáži bezmotorových větroňů a na letišti aeroklubu se seznámila s Vladimírem Charouskem, který se věnoval jako zkušený pilot a instruktor ve svém volném čase stejné zálibě. Vladimír se stal v roce 1962 jejím manželem, v roce 1966 se manželům Marii a Vladimíru Charouskovým narodil syn Jiří a rodina se přestěhovala do Prahy. Marie strávila nějaký čas na mateřské dovolené. V létě roku 1968 bydleli manželé Charouskovi v Praze-Zbraslavi, Marie po mateřské dovolené nastoupila jako laborantka do Výzkumného ústavu zemědělské techniky v pražských Řepích a současně končila svoje dálkové studium na Fakultě strojní ČVUT. Povinné zkoušky měla splněné a od získání titulu strojní inženýrky ji dělilo jen dokončení a obhajoba diplomové práce. Na finalizaci „diplomky“ pracovala koncem srpna 1968 v době, kdy se v Československu odehrála sovětská vojenská invaze.

### Událost 26. srpna 1968
Odevzdat svoji diplomovou práci (umístěnou v tubusu na rozměrné výkresy) vedoucímu diplomové práce se Marie Charousková vydala do dejvického vysokoškolského areálu v pondělí ráno 26. srpna 1968. Na pražském Klárově kolem 9. hodiny ranní musela přeběhnout přes ulici, aby přesedla na tramvaj směřující do Dejvic. Ze skupiny opodál stojících sovětských vojáků ji při přecházení ulice (téměř již na zastávce tramvaje) náhle, bezdůvodně a bez varování jeden postřelil krátkou dávkou ze samopalu. Projektily zasáhly její pravou nohu, břišní krajinu, způsobily perforaci střev a porušení stehenní tepny. První pomoc postřelené Marii poskytl (spolu s dalším kolemjdoucím) očitý svědek střelby vyšetřovatel Veřejné bezpečnosti (VB) major Miloslav Rogner. Ten se na místě vyskytoval náhodou a byl to právě on, kdo přivolal sanitní vůz a zajistil tak její rychlý transport do nemocnice.
Marie Charousková po výstřelech klesla na ulici u obrubníku. V šokovém stavu a stále ještě při vědomí byla přivezena do nepříliš vzdálené chirurgické kliniky fakultní nemocnice Pod Petřínem. Zde sloužící odborný asistent MUDr. Josef Kalný, CSc. se pokusil o záchranu jejího života.
Již před operací nám bylo jasné, že povaha poranění nedává prakticky žádnou naději na záchranu života. Toto se potvrdilo během operace. Poranění všech orgánů dutiny břišní a pánve bylo se životem neslučitelné. Byli jsme zdrceni tímto nesmyslným nelidským činem ruského vojáka.
MUDr. Josef Kalný, CSc., O zdravotním stavu Marie Charouskové, 
V nemocnici Pod Petřínem svým závažných a smrtelným zraněním mladá žena podlehla ještě týž den v pondělí 26. srpna 1968 v 13.50 hodin. Pietní rozloučení s Marií Charouskovou se uskutečnilo v motolském krematoriu a účastnil se jej velký počet osob. Tehdejší prezident Československé socialistické republiky armádní generál Ludvík Svoboda na pietní rozloučení zaslal dokonce věnec. Marie Charousková byla pohřbena na Zbraslavském hřbitově.
... Na druhé straně byly otrlé povahy, které střílely, ač nebylo důvodu. Třeba když se Marie Charousková rozběhla na Klárově za tramvají a vojáčkovi to přišlo podezřelé, že tak najednou vyběhla, tak popadl samopal a rozstřílel ji. Pak tam měla dlouho pomníček, který se „normalizátoři“ snažili odstraňovat, lidé ho naopak obnovovali, nakonec zmizel. ...
Ing. Jiří Haleš – fotograf srpnových událostí roku 1968, O Marii Charouskové v rámci vzpomínek na srpen 1968, 

### Titul inženýrky
Vedení strojní fakulty ČVUT uznalo skutečnost, že Marie Charousková splnila všechny zkoušky a její diplomová práce byla vypracována. Titul strojní inženýrky jí byl udělen in memoriam.

## Miloslav Rogner
Podle očitých svědectví byla dávka ze samopalu vypálena bezdůvodně, neboť v době střelbě bezprostředně předcházející byl na místě incidentu naprostý klid. Po střelbě pokračovali vojáci v rozhovoru, konzumovali jídlo a tvářili se neutrálně a nezúčastněně.
Major Miloslav Rogner podal o střelbě na Klárově oficiální hlášení a z titulu své funkce se v této věci silně angažoval. Ve svém hlášení, které odeslal nejvyšším státním úřadům, označil celý incident za trestný čin a trval na tom, aby byl sovětský voják identifikován a potrestán pro bezdůvodné zabití civilní osoby. Velice brzy na majora Rognera státní bezpečnost (StB) naléhala, aby svoje prvotní hlášení buď stáhl, nebo přeformuloval. Podle požadavku StB měla studentka provokovat skupinku sovětských vojáků a jeden z nich vypálil dávku v nutné sebeobraně. Událost zcela nepravdivě popsat ve svém hlášení ale major Miloslav Rogner zásadně odmítl. (Miloslav Rogner nejen že odmítl změnit svoji původní výpověď, ale dokonce chování vojáků kritizoval.) V roce 1969 kvůli tomuto svému postoji major Rogner neprošel kádrovými prověrkami; byl postaven mimo službu; jeho nadřízení jej ze služby u Veřejné bezpečnosti propustili a Rogner nakonec odešel do invalidního důchodu.
Vím, že Klárovem tehdy procházel i ten policajt, snad major to byl, a nebýt jeho, vůbec by se to tehdy nevyšetřovalo. On na něj kvůli tomu byl vyvíjen nátlak. Ale on nepolevil, tak ho vyhodili. A jak byl potrestán ten sovětský voják? Nebyl! Když dostřílel, vytáhnul svačinu a začali jíst.
Vladimír Charousek, O majoru Miloslavu Rognerovi, 
Pachatel střelby nebyl nikdy vypátrán a ani potrestán. Vyšetřování vedoucí k odhalení neznámého pachatele a jeho případné trestní stíhání bylo 3. listopadu 1968 přerušeno a případ tak byl „zameten pod koberec“.

## Vladimír Charousek
Kromě majora Rognera měl na vyšetření události i eminentní zájem manžel Marie. Intervenoval v tomto smyslu i na české vrchní úřady a také žádal o pomoc ministra spravedlnosti JUDr. Bohuslava Kučeru. Ten mu ale v osobním rozhovoru sdělil, že pokud budou ruskou stranu žádat o vyšetření incidentu, dostanou nejspíše odpověď, že „vojín ten a ten zahynul při vojenském cvičení“ a tím to uzavřou. Další dopis s žádostí o vysvětlení a omluvu odnesl Vladimír krátce po invazi na sovětské velvyslanectví v Praze, kde jej převzal nějaký pracovník na vrátnici. Žádné omluvy ani vysvětlení se ale nikdy od sovětské strany nedočkal.
Ovdovělý Vladimír Charousek zůstal sám s dvouročním synem Jiřím Charouskem (* 1966). Událost na Klárově měla zůstat zapomenuta. StB mu opakovaně vyhrožovala, že přijde o zaměstnání v letištním závodě, pokud bude o tragickém skonu své manželky hovořit před třetími osobami. Vladimír Charousek byl držitelem pilotního průkazu. Úřady (pro jistotu, aby zabránily jeho případné ilegální emigraci leteckou cestou na „Západ“) byrokratickými průtahy zajistily, že jeho platnost nemohl prodloužit a pilotní průkaz nakonec pozbyl platnosti. Vladimír se nesměl v ničem politickém ani společenském angažovat, bez pilotního průkazu nesměl pracovat jako pilot a instruktor; mohl vykonávat jen mnohem hůře placené a nekvalifikované funkce uklízeče nebo topiče.

## Dezinformace
Informaci o události na Klárově odvysílala rozhlasová stanice Praha ihned v pondělí 26. srpna 1968 v 9 hodin a 20 minut. Ve zprávě se uvádělo: „Dnes byla v Praze dopravena do nemocnice 22letá žena v těžkém stavu. Byla zraněna střelou ze samopalu okupantů, když chtěla nastoupit do tramvaje.“ Tuto zprávu označila lživá dezinformační okupantská mašinérie za „výmysl kontrarevoluce“. Sovětští velitelé záměrně šířili dezinformaci, že Marie Charousková vojáky provokovala.

## Legenda
Nepravdivá legenda související se snahou najít nějaký důvod střelby tvrdila, že mladá žena měla na šatech trikoloru s černou stužkou. Ta měla symbolizovat tehdy rozšířený, explicitně vyjádřený, tichý občanský nesouhlas s invazí armád Varšavské smlouvy do Československa. Invazní voják na Klárově měl Marii Charouskovou vyzvat, aby trikoloru z oděvu odstranila, což ona odmítla provést. V reakci na nesplnění jeho přání na ni „namířil kulomet a vystřelil“.

## Pietní místo
Pomníček – deska z černé leštěné žuly se zlatým písmem – umístěná na kamenném hranolu se nachází u chodníku na zatravněném prostranství mezi ulicemi Klárov, U Železné lávky a nábřežím Edvarda Beneše (nedaleko od stanice pražského metra Malostranská a poblíž budovy Úřadu vlády České republiky).

### Historie pietního místa
Improvizovaný pomníček byl lidmi spontánně vytvořen již na podzim 1968. Později byl nahrazen pamětní deskou, kterou poblíž místa úmrtí své manželky v parčíku na Klárově nechal instalovat Vladimír Charousek a na jejíž realizaci se finančně podíleli studenti ČVUT. Úřední výzvy, které jej pravidelně vyzývaly k odstranění pomníčku, ignoroval. Úřední dopisy jej upozorňovaly, že pietní místo bude odstraněno z moci úřední a na jeho finanční náklady. Ještě v roce 1968 existovala na místě tragické události pamětní deska. Za normalizace v roce 1969 byla pamětní deska poničena vandalem – „neznámým pachatelem“. V roce 1970 bylo pietní místo na příkaz úřadů deinstalováno. (Náklady na deinstalaci po Charouskovi úřední šiml „velkomyslně“ nevymáhal.) Nejspíše legenda praví, že jeden z obyvatel Malé Strany tuto desku zachránil a po dobu 20 let ukrýval. Snad i díky této iniciativě mohl být památníček po pádu komunismu v Československu v listopadu 1989 v parčíku na Klárově na původním místě obnoven. Stalo se to 16. prosince 1989 péčí bývalých studentů ČVUT. V doprovodu Václava Havla toto místo navštívil v roce 1993 prezident Ruské federace Boris Jelcin. Položením květin zde vyjádřil omluvu za to, co sovětský voják spáchal i jako symbolickou omluvu za intervenci 21. srpna 1968. Na kamenné desce je nápis: „MARIE CHAROUSKOVÁ / STUDENTKA / FAKULTY STROJNÍ ČVUT / * 25. 10. 1942　† 26. 8. 1968 //“